# Häxprocessen i Kirkjuból
Häxprocessen i Kirkjuból, som utspelade sig år 1656 i Kirkjuból, nuvarande Ísafjörður på Island, är den kanske mest välkända häxprocessen på Island. Processen ledde till avrättningen av en far och son, båda med namnet Jón Jónsson. De dömdes som skyldiga till att ha förorsakat sjukdom med hjälp av trolldom på prästen Jón Magnússon. Båda männen avrättades genom bränning på bål. 

## Bakgrund
Under 1655 ansåg sig kyrkoherden Jon Magnusson i Kirkjuból drabbad av illasinnade förtrollningar. Hans hushåll upplevde flera olycksöden, så som att hans dräng drabbades av stumhet under en fisketur. Själv kände sig prästen förföljd av Djävulen i sitt arbete, och blev till slut också drabbad av sjukdom. Han talade om saken i sina predikningar, och misstänkte slutligen att de skyldiga var Jón Jónsson eldri (den äldre) och Jón Jónsson yngri (den yngre), far och son, eftersom hans första skymt av Djävulen var vid deras gård. Jon Magnusson anmälde dem båda till sysslomannen, varefter målet togs upp i den lokala domstolen. Vid undersökning hittades galdraböcker, trolldomsböcker, och galdrastafir, trollstavar, i deras hus. 

## Processen
De åtalade anklagades båda för att ha hemsökt prästen i Djävulens skepnad, innehav av trolldomsböcker och trollstavar och djävulsförbund: individuella åtalspunkter var att fadern ska ha skadat boskap, medan sonen velat förföra en ovillig flicka med magins hjälp.  
Jón Jónsson eldri förnekade djävulsförbund men medgav innehav av trolldomsbok och att ha läst över en ko och önskat sjukdom på prästen. Jón Jónsson yngri medgav däremot att han hade gjort en pakt med Satan: när han en dag ville bota en av sina kalvar, som Satan gjort sjuka, hade han använt Salomons insigli, och när Satan sedan hade kommit till honom och frågat honom varför, hade han anklagat Djävulen för att försöka lura honom, varpå denne hade fört ned en ko från fjället för att visa sin makt. 
Båda åtalade dömdes som skyldiga till att avrättas genom bränning på bål. Straffet berättigades genom hänvisning till både bibeln och den danska trolldomsparagrafen, som 1630 hade införts på Island, och att alla kristna lagar stadgar bålstraff för trolldom. På alltinget kungjordes att "alla gudfruktiga och rättänkande domare fann det riktigt".  

## Efterspel
När Jon Magnussons besvär inte upphörde efter avrättningen, anklagade han de avrättades dotter respektive syster, Turidur Jonsdottir, för att fortsätta förtrollningen mot honom. Turidur Jonsdottir kunde dock svära sig fri med hjälp av en tolvmannaed och frikändes, varpå Jon Magnusson tvingades betala skadestånd, något som förstörde hans förmögenhet. Han skildrade sedan hela detta fall i Tislarsaga i sin kritik mot myndigheternas bristande nit. Den isländska häxjakten kom av sig efter detta och tog fart först med avrättningen av Torarinn Halldorsson 1667.

## Övrigt
Häxprocessen är förebilden för filmen Mörkrets furste av Hrafn Gunnlaugsson från år 2000. 
Häxprocessen i Kirkjuból spelar en viss roll i Häxmästaren av Margit Sandemo.